# Uckerfelde
Uckerfelde település Németországban, azon belül Brandenburgban. Lakosainak száma 940 fő (2023. december 31.).

## Népesség
A település népességének változása:
| Lakosok száma | 931  | 952  | 970  | 954  | 940  |
|               | 2017 | 2019 | 2021 | 2022 | 2023 |